# Nibra (Panama)
Nibra è un comune (corregimiento) della Repubblica di Panama situato nel distretto di Müna, comarca di Ngäbe-Buglé. Si estende su una superficie di 35,6 km² e conta una popolazione di 2.091 abitanti (censimento 2010).